# Gigourit
Pour les articles homonymes, voir Couenne.
Le gigourit, appelé aussi sauce à la couenne[réf. nécessaire], ou tantouillet, est un plat qui, autrefois, était réalisé dans les fermes charentaises après la tuerie du cochon en hiver.

## Description
Ce plat est réalisé à partir de la couenne du cochon que l'on fait bouillir pendant quatre heures pour la dégraisser avant de la hacher finement en incorporant un dixième de son poids en viande de porc, auquel on ajoutait du sang. Après avoir ajouté des échalotes, quelques feuilles de laurier-sauce, du sel, du poivre, des épices, il faut rajouter du vin rouge fort en tanin. Bien remuer et laisser confire au four entre quatre et six heures suivant la quantité.
Certains préfèrent le déguster froid, coupé en fines lamelles, accompagné d'une sauce vinaigrette à l'échalote.
Chaque ferme avait sa propre recette avec plus ou moins de viande. Le sang entre en grande partie dans sa composition.
La « sauce de pire » est une autre spécialité charentaise apparentée, avec plus de sang et plus liquide. La pire est le foie du cochon.